# Port de l'Embouchure
Le port de l'Embouchure est l'un des deux ports fluviaux de Toulouse situés sur le canal du Midi, l'autre étant le port Saint-Sauveur. Deux autres ports existaient sur le canal, le port des Minimes et le port Saint-Étienne, qui ont été remplacés par des voies sur berges.
Le port de l'Embouchure ouvre dans le site des Ponts-Jumeaux sur trois canaux, du nord au sud : le canal latéral à la Garonne, le canal du Midi et le canal de Brienne. Avant la réalisation du canal latéral, la navigation se poursuivait sur le fleuve grâce à une écluse de descente en Garonne. Le site a été considérablement modifié lors des travaux d'aménagement du périphérique toulousain à la fin des années 1970 qui ont fait disparaître l'embouchure sur la Garonne et son écluse. Les eaux du port rejoignent toujours la Garonne par l'ancienne écluse enfouie.
La façade comprise entre les ponts du canal du Midi et du canal de Brienne est ornée d'une sculpture, le bas-relief des Ponts-Jumeaux, œuvre du sculpteur toulousain François Lucas.

## Galerie

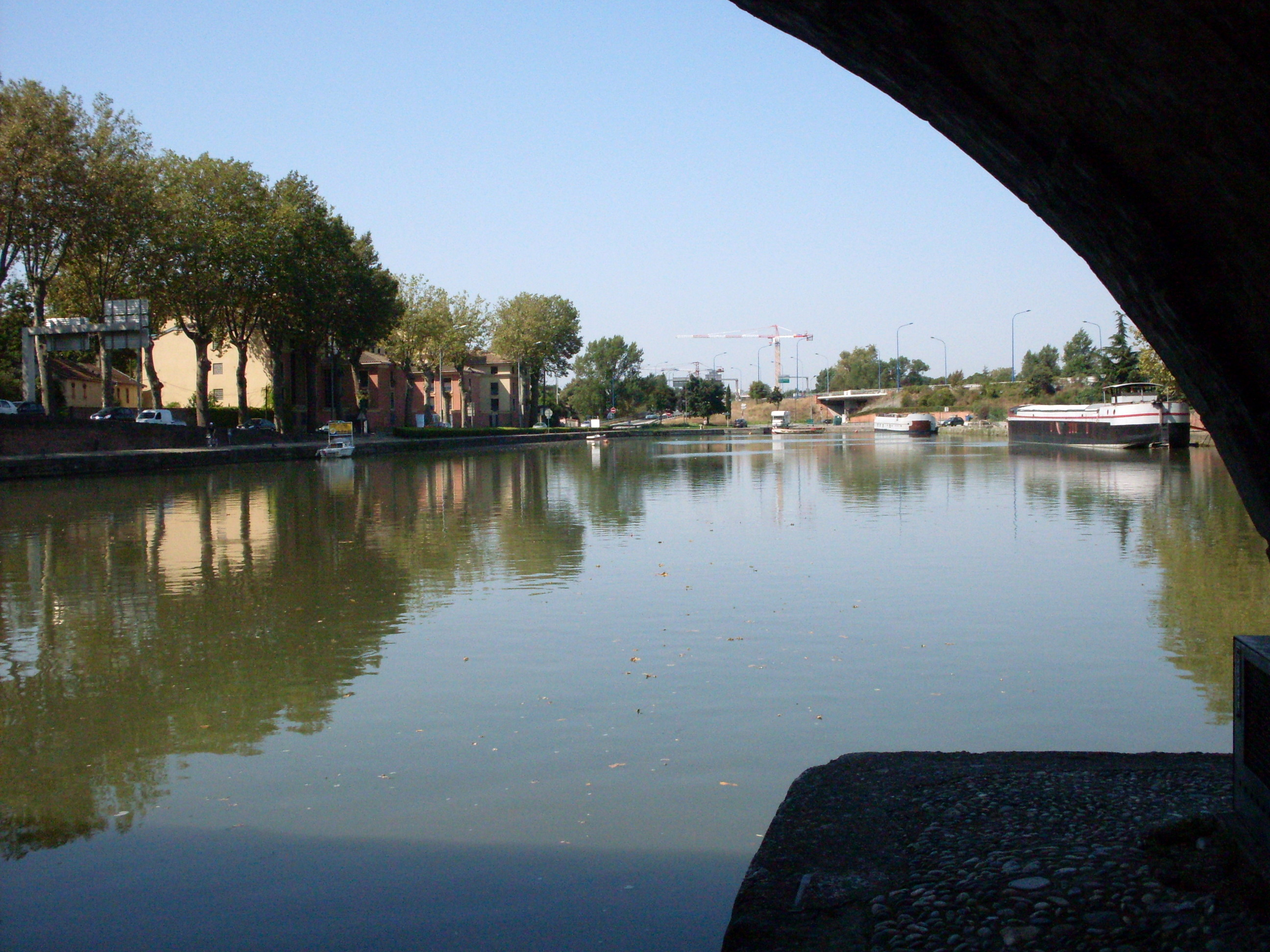
Le port de l'embouchure vu depuis le canal du Midi
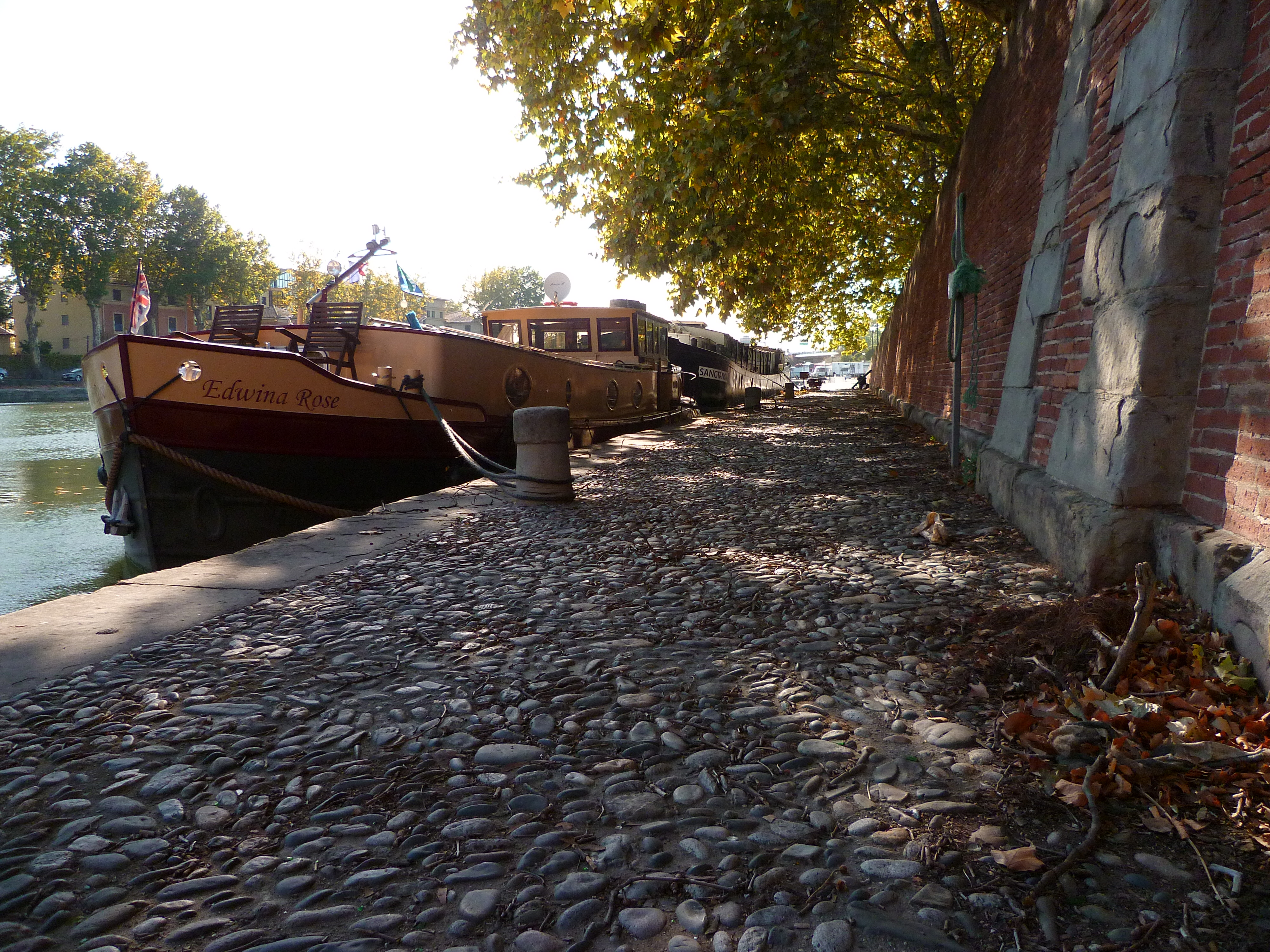
Péniches dans le port
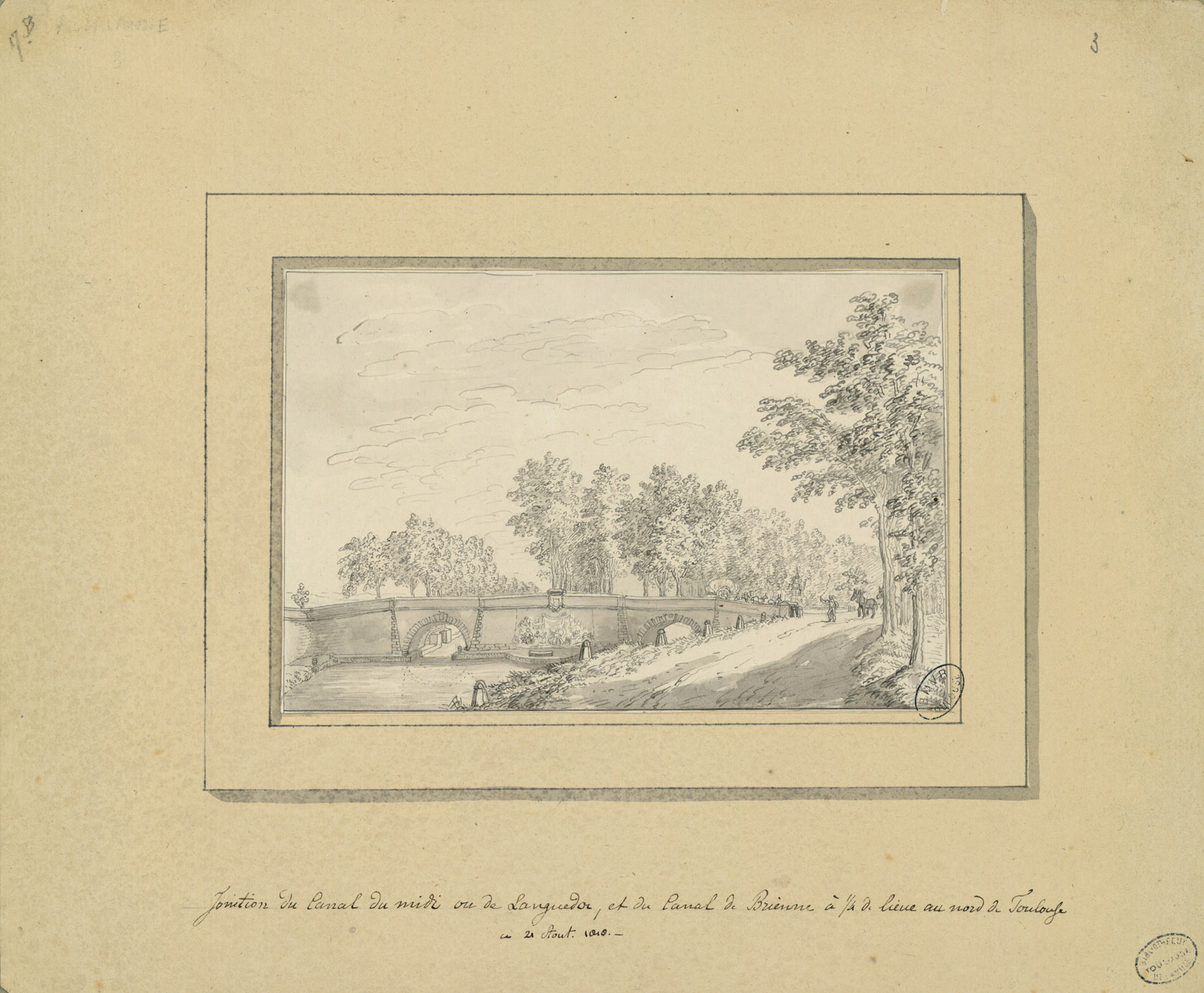
Le site au début du XIXe siècle
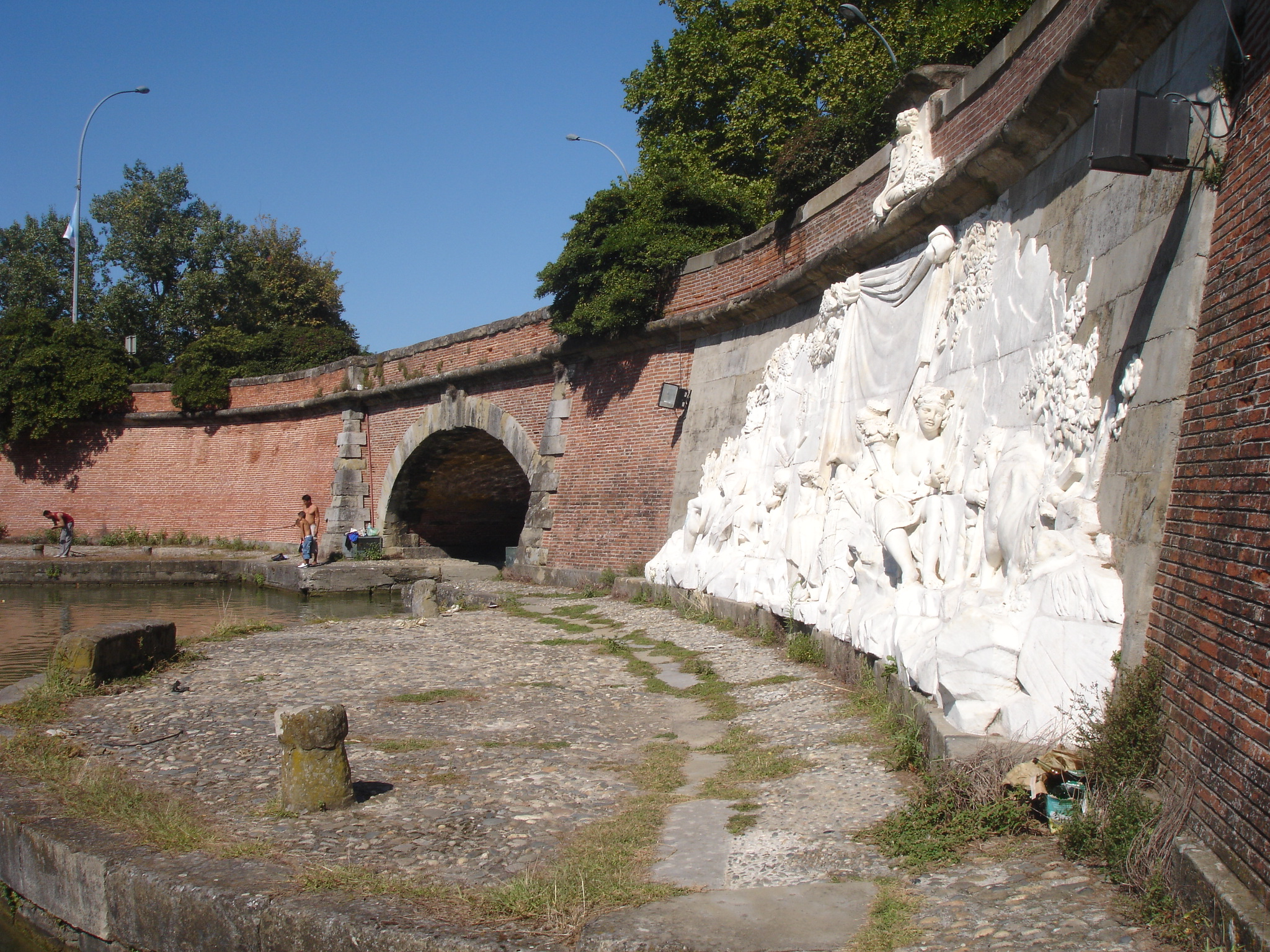
Vers le canal du Midi, au premier plan le bas-relief de François Lucas
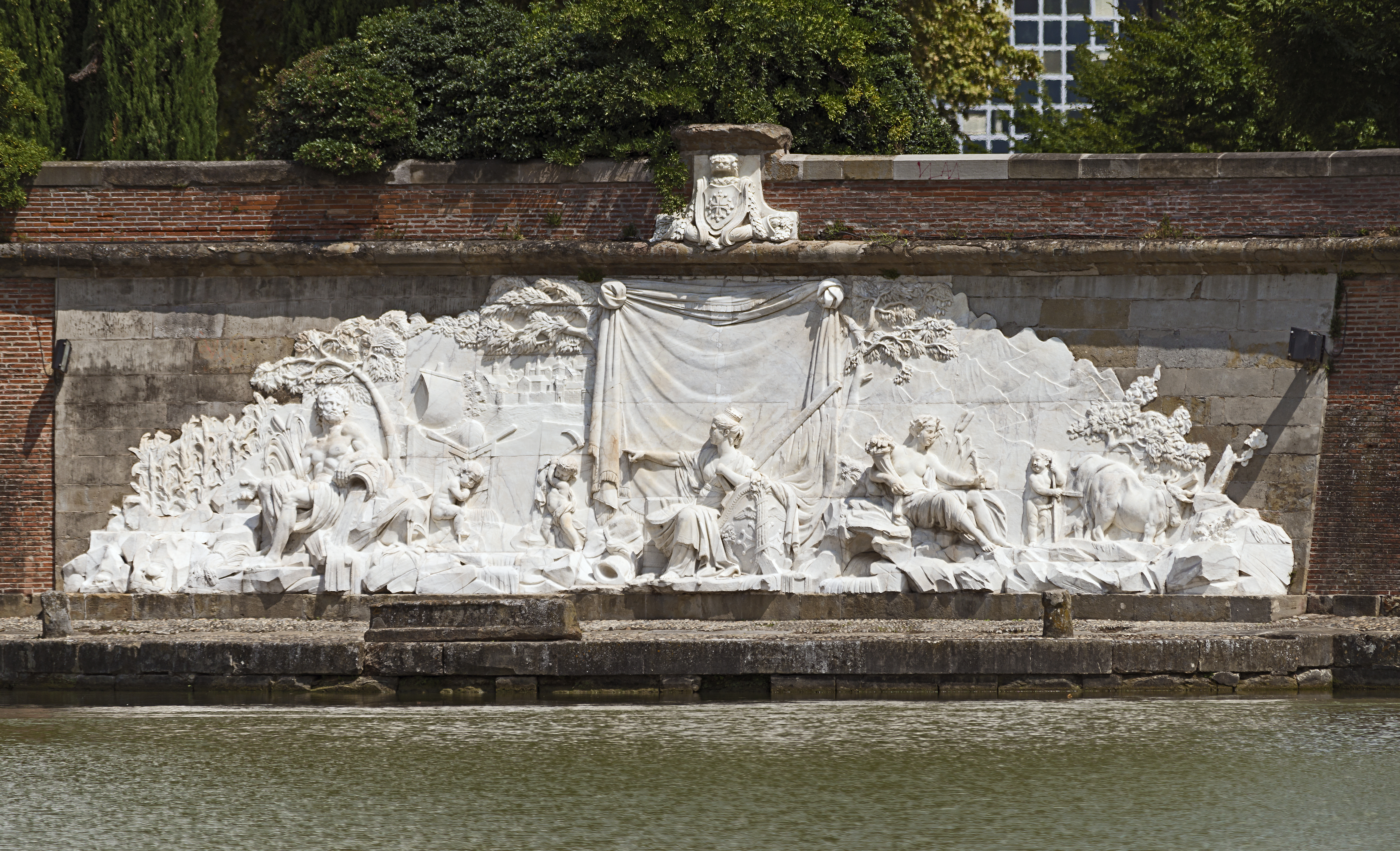
Le bas-relief des Ponts-Jumeaux